# 正治 (陳空崖)
正治（1297年十月）為元朝民變起事領袖陳空崖的年号，前后共1个月。

## 西曆紀年對照表
| 正治 | 元年   |
| ---- | ------ |
| 公元 | 1297年 |
| 干支 | 丁酉   |

## 同期存在的其他政权年号
- 其他时期使用的正治年号
- 中國
  - 大德（1297年－1307年）：元朝—元成宗铁穆尔之年号
- 越南
  - 興隆（1293年－1314年）：陳朝—陳英宗陳烇之年号
- 日本
  - 永仁（1293年－1299年）：伏见天皇与后伏见天皇之年号

## 深入閱讀
- 李崇智. . 北京: 中華書局. 2004年12月. ISBN 7101025129.
- 鄧洪波. . 臺北: 國立臺灣大學東亞經典與文化研究計劃. 2005年3月  [2021-12-05]. ISBN 9789860005189. （原始内容 (pdf)存档于2007-08-25）.

### 參看
- 中国年号索引